# Emile Chaudron
Emile Chaudron (Charleroi, 7 juni 1885 - aldaar, 17 december 1946) was een Belgisch senator.

## Levensloop
Chaudron was de zoon van Adrien Chaudron, advocaat, plaatsvervangend vrederechter en progressief-liberaal en daarna socialistisch gemeenteraadslid van Charleroi. Hij behaalde het diploma van doctor in de rechten aan de ULB en nam in 1911 het advocatenkantoor van zijn vader over. Van 1914 tot 1918 verdedigde hij verschillende burgers die voor het Duitse krijgsgerecht dienden te verschijnen. In het interbellum was hij lid van de Raad van de Orde van Advocaten in Charleroi.
In navolging van zijn vader werd Chaudron politiek actief voor de socialisten. Van 1920 tot 1924 en van 1928 tot aan zijn dood was hij gemeenteraadslid van Charleroi en van 1921 tot 1924 was hij er schepen van Burgerlijke Stand. Als vrijdenker was hij tevens lid van de vrijzinnige vereniging L'Émancipation en daarnaast zetelde hij in de beheerraad van de socialistische krant Journal de Charleroi.
Hij werd een heel kortstondige socialistische senator. Op 24 maart 1936 volgde hij de overleden Emile Mousty op als rechtstreeks verkozen senator voor het arrondissement Charleroi-Thuin, maar op 24 mei 1936 kwam aan zijn mandaat al een einde. 